# Buchmesse
Eine Buchmesse informiert über den jeweiligen Buchmarkt. Sie findet meist jährlich für Verlage, Buchhandel, Autoren, Literaturagenten, Journalisten und die Allgemeinheit statt. Neben dem klassischen Buch werden auch Online-Produkte, Hörbücher und Comics ausgestellt.
Zentrales Geschäft ist der Handel mit Rechten und Lizenzen. Heute sind Buchmessen weniger Ordermessen für das Bestellwesen zwischen Verlagen und verbreitendem Buchhandel, sondern dienen stärker als Informationsmessen. Verlage nutzen sie zur PR, Dienstleister für den Buchhandel (Verpackungsunternehmen, Versandorganisationen, DV-Service-Unternehmen etc.) stellen sich vor. Neben den Buchmessen gibt es zudem in Deutschland Literaturfestivals und Bücherschauen.

## Geschichte
Ursprünglich waren Buchmessen ein Teil der allgemeinen Handelsmessen. Mit Beginn der frühen Neuzeit und der Verbreitung des Buchdrucks entstanden eigenständige Buchmessen. Ab 1564 wurde Frankfurt der wichtigste Umschlagplatz, seit dem 17. Jahrhundert bis zum Ende des Zweiten Weltkrieges blieb Leipzig der zentrale Messeplatz für die Branche, nachdem sich die wichtigsten und größten Verlage dort angesiedelt hatten. Während der DDR fanden dort weiterhin Buchmessen statt.
Leipzig gewann nach der Wiedervereinigung Deutschlands für den gesamten deutschsprachigen Raum Bedeutung. Es fungiert zum einen als Schnittstelle zwischen osteuropäischen und deutschen Verlagen, zum anderen als Publikumsmesse.

## Bundesrepublik Deutschland
Während die Frankfurter Buchmesse im Oktober stattfindet, öffnet die Buchmesse Leipzig jeweils im März. Verantwortlich für die Organisation der Buchmesse in Frankfurt ist die Ausstellungs- und Messe GmbH, eine Tochter des Börsenvereins des Deutschen Buchhandels und für die Leipziger Buchmesse die Leipziger Messe GmbH. Auf beiden Buchmessen dürfen Endabnehmer direkt kaufen.
Seit Mitte der 1990er Jahre zeigen die Aussteller neben Büchern und Zeitschriften vermehrt elektronische Medien: Hörbücher, literarische DVDs, Software, elektronische Lehrmittel und digitale Lexika.
Auf beiden Buchmessen stellt ein jährlich wechselndes Gastland (Guest of Honour) seine Buchindustrie und -produktion vor.
Jeweils am Messesonntag der Frankfurter Buchmesse wird in der Paulskirche der Friedenspreis des Deutschen Buchhandels verliehen. Der internationale Literaturpreis zeichnet Autoren für ihren besonderen Einsatz für den Frieden aus. Die drei Messetage unter der Woche sind Fachbesucher-, Samstag und Sonntag Publikumstage.

Blick in die Buchmesse in Taipei im Jahre 2000

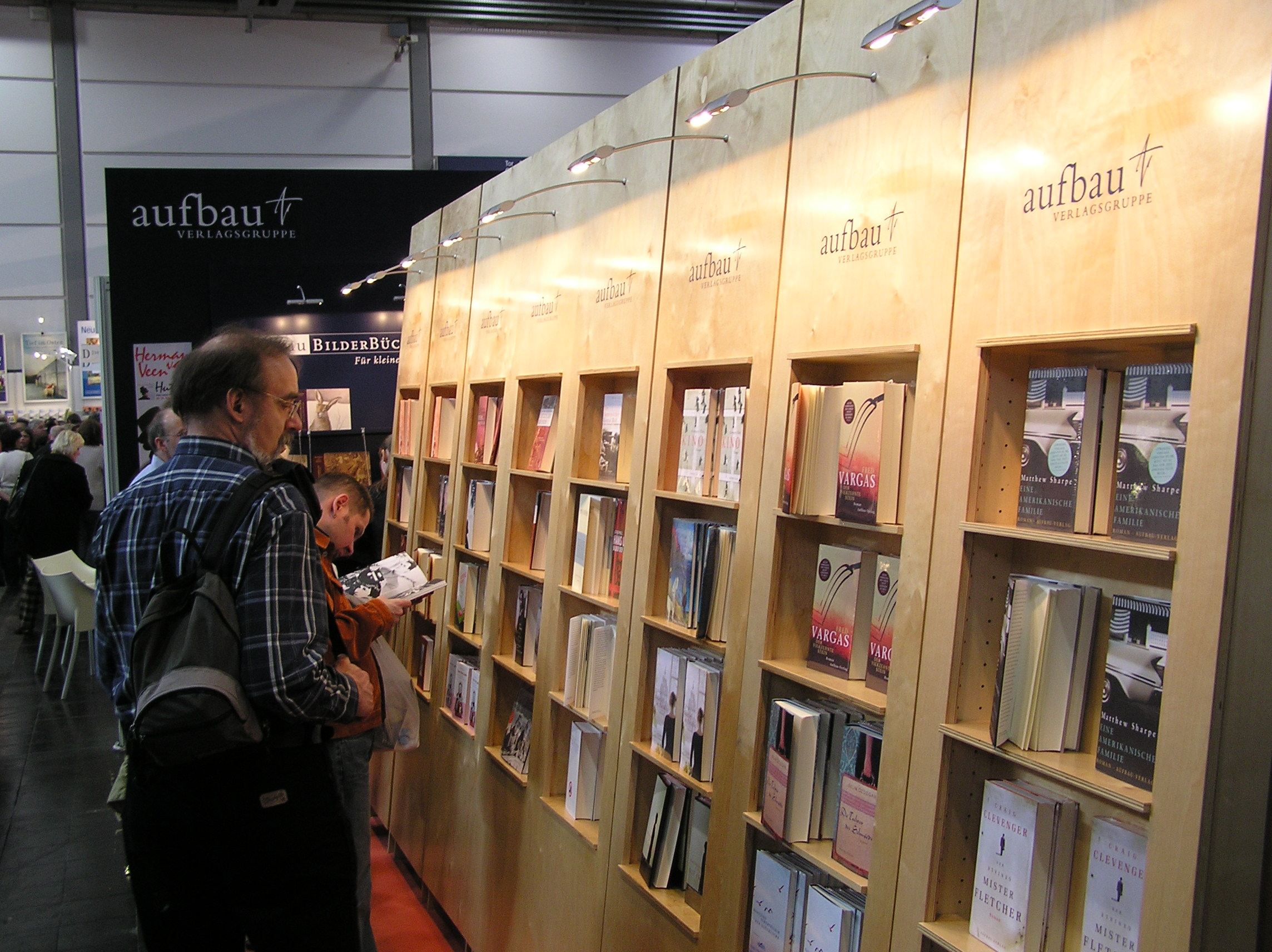
Stand auf der Leipziger Buchmesse 2005

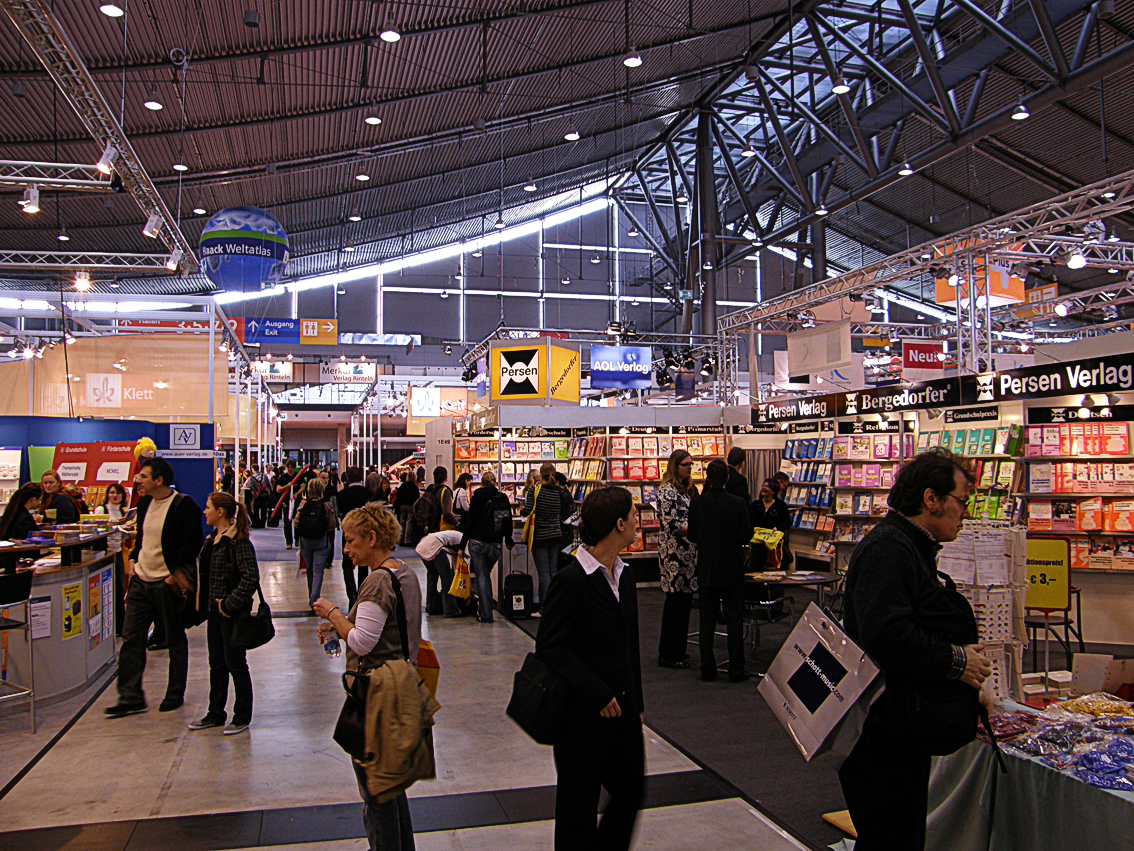
didacta Messe in Stuttgart

## International
In zahlreichen Ländern werden Buchmessen veranstaltet, von denen viele nur national oder regional bedeutsam sind.
Auf einigen Auslandsmessen stellt die Frankfurter Buchmesse im Rahmen eines Gemeinschaftstands der Bundesrepublik Deutschland deutschen Verlagen Ausstellungsflächen für ihre Publikationen gegen eine Titelgebühr zur Verfügung. Gleiches veranstalten auch der Schweizerische Buchhändler- und Verlegerverband, der Hauptverband des österreichischen Buchhandels oder France Édition für französische Verlage.

## Buchmessen nach Region

### Deutschland

#### Frankfurter Buchmesse
Die Messe- und Ausstellungsgesellschaft des Börsenverein des Deutschen Buchhandels veranstaltet diese Buchmesse. Sie umfasst Vorträge, Diskussionen, Lesungen, Events sowie seit 2005 die weltweit größte Antiquariatsmesse und den traditionsreichen Friedenspreis des Deutschen Buchhandels.

#### Leipziger Buchmesse
Neben der Frankfurter Buchmesse hat sich die Leipziger Buchmesse (jeweils im März) wieder als zweitgrößte Buchmesse Deutschlands etabliert. Verlage haben damit zwei Termine im Jahr, um ihre Neuerscheinungen zu bewerben.

#### didacta (Stuttgart, Köln und Hannover)
Die didacta mit wechselnden Standorten in Deutschland (Stuttgart, Köln und Hannover) bietet einmal im Jahr für mehrere Tage als größte Fachmesse für Bildungswirtschaft in Europa die Gelegenheit, sich Einblicke in Publikationen von Ausstellern und Verlagen aus den Bereichen Kindergarten, Schule/Hochschule, Ausbildung/Qualifikation und Weiterbildung/Training zu verschaffen.

#### Gegen Buch Masse (Frankfurt am Main und Wiesbaden)
Die Gegen Buch Masse (auch: Gegen-Buch-Masse, Gegenbuchmasse, GegenBuchMasse) ist eine Veranstaltungsreihe in Frankfurt am Main und in Wiesbaden, die seit 1996 alljährlich an mehreren Veranstaltungsorten der linken Szene während der Frankfurter Buchmesse stattfindet. Die Gegen Buch Masse ist auch im Veranstaltungsverzeichnis der Frankfurter Buchmesse aufgeführt und versteht sich ausdrücklich nicht als deren Konkurrenz, sondern als ein Forum für linke, insbesondere für antifaschistische Autorinnen und Autoren und deren kleine Verlage, die auf der großen Buchmesse leicht untergehen würden.

#### Linke Literaturmesse (Nürnberg)
Seit 1996 findet jährlich in Nürnberg an einem Wochenende im Herbst die Linke Literaturmesse statt. Sie ist die größte Verkaufsmesse in Deutschland für linke Literatur. Das Programm umfasst drei Tage und mehrere Dutzend Veranstaltungen aller einschlägigen Verlage.

#### Linke Buchtage Berlin
Seit 2003 finden in Berlin im Mehringhof, an einem Wochenende jeweils von Freitag bis Sonntag, die Linken Buchtage Berlin statt. Initiator war maßgeblich Jörg Sundermeier vom Verbrecher Verlag, der nach einigen Jahren die Organisation an ein Team weitergab. Anfänglich wurden die Veranstaltungen von den Verlagen organisiert. Jedoch wurde nach wenigen Jahren das Konzept geändert und seitdem wird das Programm vom Veranstaltungsteam erstellt.

#### Mainzer Minipressen-Messe
In Mainz findet alle zwei Jahre vier Tage im Sommer die Mainzer Minipressen-Messe (MMPM) mit Kleinverlagen, Handpressendruckern, Buchkünstlern und Autoren statt.

#### Bonner Buchmesse BonnBuch
Seit 2016 findet jährlich die Bonner Buchmesse BonnBuch im Oktober in der Brotfabrik Bonn statt. Teilnehmer sind Verlage, Autoren und literarische Einrichtungen aus Bonn und der Region.

#### Kölner Buchmesse R(h)einlesen
Nachdem die Buchmesse „Kölner Bücherherbst“ vierzehn Mal stattfand und im Jahre 2003 eingestellt wurde, gibt es sie seit 2009 wieder jährlich
im Herbst am ersten Septemberwochenende im Rheinauhafen.

#### Mitteldeutsche Buchmesse
2012 fand die Mitteldeutsche Buchmesse statt, auf der regionale und nationale Kleinverlage und Selbstverleger ausstellten. Nach zwei weiteren Veranstaltungen 2014 und 2016 beschlossen die Verantwortlichen im Jahr 2019 weitere Veranstaltungen der Mitteldeutschen Buchmesse auszusetzen. Begründet wurde dies mit hohen Kosten und unzureichendem Besucherinteresse.

#### Oldenburger Kinder- und Jugendbuchmesse (KIBUM)
Seit 1975 findet alljährlich im November in Oldenburg die größte nicht-kommerzielle Kinder- und Jugendbuchmesse (KIBUM) in Deutschland statt. 2013 wurden die Exponate auch in Lörrach, in Ulm und in Mersch (Luxemburg) präsentiert.

#### Buchmesse Rheinland-Pfalz

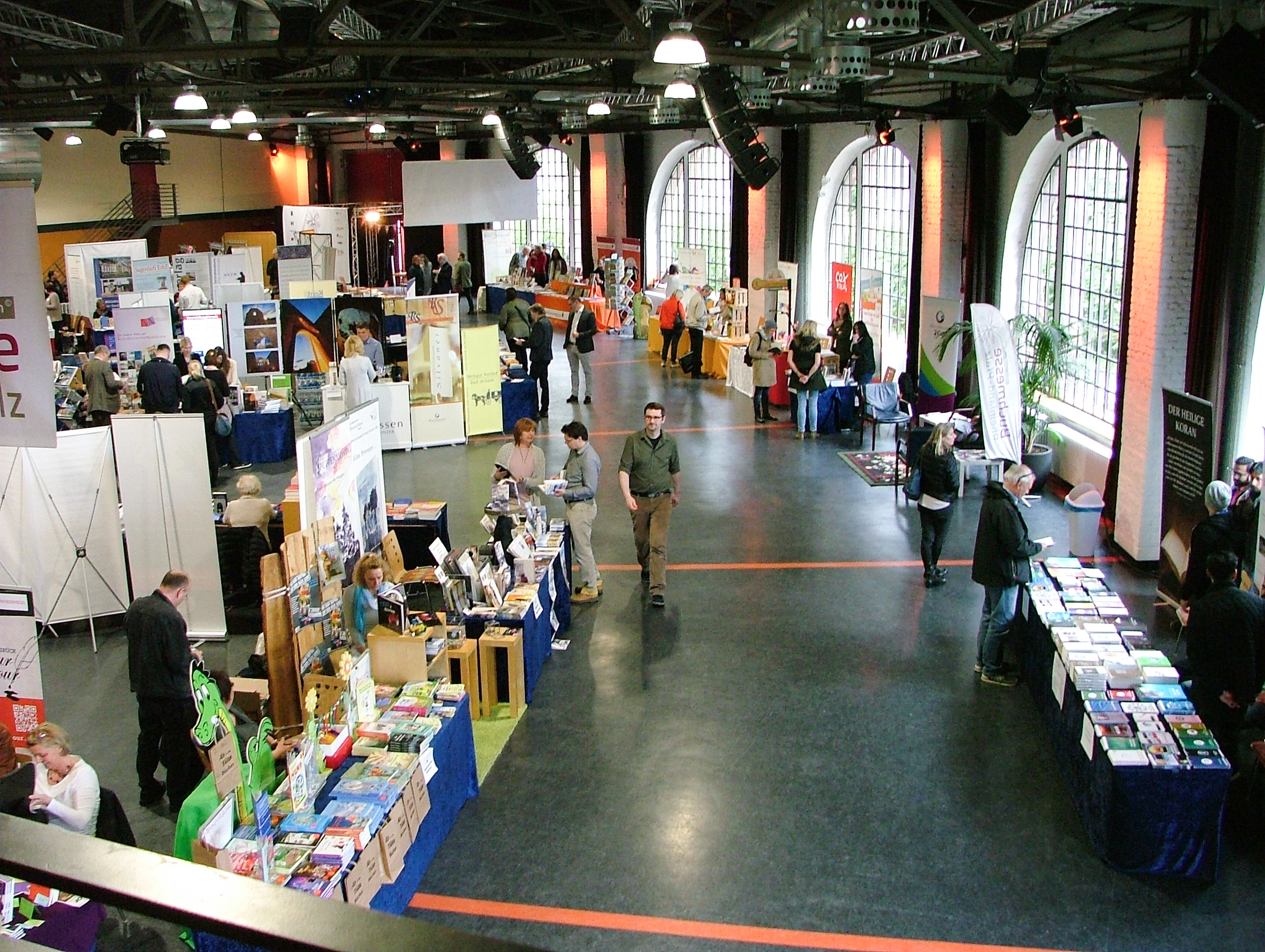
Buchmesse Rheinland-Pfalz, 2016 in der Alten Lokhalle in Mainz

Von 2014 bis 2017 fand jährlich die Buchmesse Rheinland-Pfalz in Mainz (Alte Lokhalle) statt. Organisiert wurde die Messe u. a. durch den Börsenverein des Deutschen Buchhandels, Landesverband Hessen, Rheinland-Pfalz, Saarland.

#### Andere deutsche Buchmessen
In Deutschland gibt es außerdem viele regionale Buchmessen und -ausstellungen wie z. B. die Buch Berlin für kleine unabhängige Verlage.

### Österreich

#### Buch Wien
Die Wiener Buchmesse Buch Wien fand 2008 erstmals statt. Sie ersetzt die bisherige Buchwoche, die 2007 zum 60. Mal veranstaltet wurde. Die Messe findet nicht mehr im Wiener Rathaus, sondern auf dem Messegelände statt. Sie ist um zwei Tage kürzer und kostet im Gegensatz zur Buchwoche Eintritt. Seit 2014 findet im Rahmen der Buch Wien auch Die Lange Nacht der Bücher statt.

#### BuchQuartier
Im Oktober 2013 fand im MuseumsQuartier Wien erstmals das BuchQuartier statt, eine Buchmesse speziell für kleine und unabhängige Verlage. Die Messe dauert 2 Tage und der Eintritt ist frei.

#### Kritische Literaturtage
Seit 2010 findet zudem die Alternative Buchmesse in den Räumlichkeiten des Österreichischen Gewerkschaftsbundes bei freiem Eintritt statt.

### Schweiz

#### BuchBasel
Die Verkaufsmesse BuchBasel fand 2001 erstmals statt. Sie hatte 2007 41.935 Besucher, von denen drei Viertel während der Messe etwas kauften.

#### Salon international du livre et de la presse
Die Genfer Buchmesse wurde 1987 gegründet. Sie findet seither alljährlich im Frühling statt. Für 2014 werden rund 90.000 Besucher erwartet.

### Übriges Europa

#### Salone Internazionale del Libro (Turin, Italien)
Der Salone Internazionale del Libro im Mai ist mit über 1.400 Ausstellern, 800 Konferenzen, mehr als 2.000 akkreditierten Journalisten und 304.000 Besuchern in 5 Tagen fast so groß wie die in Frankfurt.

#### Bologna Children’s Book Fair (Italien)
Die Bologna Children’s Book Fair gilt als größte internationale Fachmesse zum Thema Kinderbuch.

#### London Book Fair (Großbritannien)
Die zweitgrößte Buchmesse weltweit ist mehr ein Branchentreff, weniger für die Öffentlichkeit bestimmt. Jährlich im April treffen sich 23.000 Verleger, Buchhändler, Literaturagenten, Bibliothekare, Medien- und Industrievertreter aus über 100 Ländern. Angemeldete Buchhändler aus den Staaten der European Booksellers Federation (EBF) haben freien Eintritt.

#### Salon du Livre Paris (Frankreich)
Die Pariser Buchmesse existiert seit 1981. Sie findet immer im März statt. 2009 kamen 1. 058 Verlage mit 407 Ständen aus etwa 40 Ländern und rund 200 000 Besucher; die mexikanische Literatur war Thema.

#### Antwerpse Boekenbeurs (Antwerpen, Belgien)
In Antwerpen findet jährlich Anfang November diese große Buchhandelsmesse statt, organisiert von Boek.be.

#### Beogradski sajam knjiga (Belgrad, Serbien)
Die Internationale Belgrader Buchmesse findet seit 1957 jährlich in Belgrad im Oktober unter Teilnahme von rund 1000 Herausgebern aus der südosteuropäischen Region und der ganzen Welt statt. Sie wird jährlich von 250.000 Menschen besucht.

#### Buchmesse in Warschau (Polen)
Jeden Mai findet die größte polnische Buchmesse in Warschau statt. Seit über einem halben Jahrhundert ist sie die Drehscheibe in die Länder Mittel- und Osteuropas, in den letzten Jahren ist die Buchmesse in Warschau mehr polen-zentriert. Der Veranstalter hat 2010 gewechselt und eine neue Zählung eingeführt (2012: 3. Warschauer Buchmesse); Termin und Veranstaltungsort sind jedoch gleich geblieben.
Zum deutsch-polnischen Jahr 2006 war Deutschland Gastland. Polen hatte 2005 die meisten deutschen Lizenzen erworben. 116 deutsche Belletristik-Titel erschienen auf Polnisch, umgekehrt nur 17. Im Jahr 2017 war Deutschland erneut Gastland der Buchmesse.

#### International Book Festival Budapest (Ungarn)
Seit 1994 findet die größte Buchmesse Ungarns in Budapest statt, jeweils in der zweiten Aprilhälfte, mit Unterstützung der Organisatoren der Frankfurter Buchmesse. 2008 kamen 61.000 Besucher. Seit 1995 wird im Rahmen der Messe der Literaturpreis des International Book Festival vergeben, der "Budapest Grand Prize". Preisträger bisher waren Ernst Jandl (1995), Ephraim Kishon (1996), Imre Kertész (1997), Salman Rushdie (1998), Viktor Jerofejew (1999), Sławomir Mrożek (2000), Robert Merle (2001), Lawrence Norfolk (2002), Mario Vargas Llosa (2003), Günter Grass (2004), Paulo Coelho (2005), Jorge Semprún (2006), Umberto Eco (2007), Bret Easton Ellis (2008), Ljudmila Ulizkaja (2009), Amos Oz (2010), Per Olov Enquist (2011), Claudio Magris (2012), Michel Houellebecq (2013), Sofi Oksanen (2014), Jonathan Franzen (2015), Jostein Gaarder (2016), Orhan Pamuk (2017), Daniel Kehlmann (2018), Karl Ove Knausgård (2019), Swetlana Alexijewitsch (2022), John Scalzi (2023).

#### Svět Knihy (Prag, Tschechien)
Die Svět Knihy findet jedes Jahr im Mai statt. Beim Lesepublikum ist sie wegen der Veranstaltungen, Fachkonferenzen und -seminare, Autorenlesungen und Begegnungen mit Schriftstellern, Verlagspräsentationen und Preisverleihungen für schöpferisches und editorisches Wirken sehr beliebt. 2008 (diesmal im April) nahmen 385 Aussteller aus 36 Ländern teil; rund 35.000 Besucher kamen.

#### Buchmesse Moskau (Russland)
Die Moskauer Internationale Buchmesse (MIBF) ist die größte osteuropäische Bücherschau. Sie bietet ein umfangreiches Programm für Fachbesucher und das Publikum, am Wochenende auch für Kinder. 2008 zeigten an den sechs Messetagen Anfang September 2.500 Unternehmen aus 82 Ländern mehr als 180.000 Bücher und andere Erzeugnisse.

#### Lemberger Buchforum (Ukraine)
Das Lemberger Buchforum ist die größte Buchmesse der Ukraine und findet im September statt.

#### Baltische Buchmesse (Estland, Lettland, Litauen)

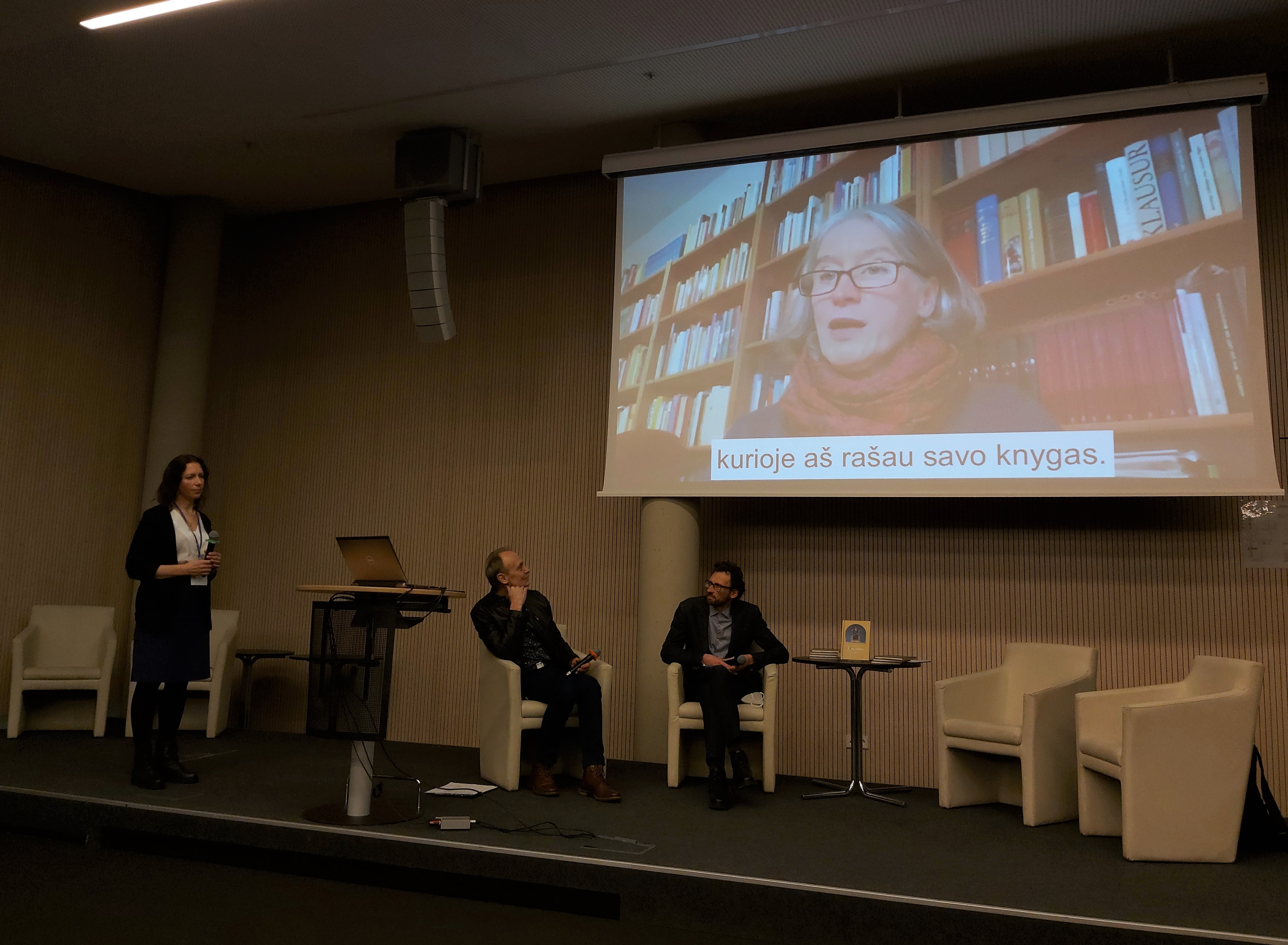
Videoübertragung mit einer deutschen Autorin bei der Baltischen Buchmesse 2022 in Vilnius

Die Buchmesse findet abwechselnd in den baltischen Hauptstädten Tallinn, Vilnius und Riga statt, erstmals 1995 in Tallinn. Die jüngste Buchmesse fand im Februar 2022 in Vilnius statt. 2009 waren in Vilnius 260 Aussteller vertreten, davon 88 aus dem Ausland.

#### Istanbul Book Fair (Türkei)
Die 26. Buchmesse im Jahr 2007 hatte 343.000 Besucher und 526 Aussteller aus 35 Ländern.

### Amerika

#### BookExpo America (USA)
Die BookExpo America (BEA), 1947 erstmals ausgerichtet, war mit rund 2.000 Ausstellern (auch deutschen Verlagen mit Gemeinschaftsstand) auf meist etwa 25.000 Quadratmetern Fläche und mit bis zu 30.000 Besuchern die wichtigste Buchmesse des nordamerikanischen Bucheinzelhandels. Meist Ende Mai fand sie in den USA in jährlich wechselnden Metropolen statt, so 2006 in Washington, 2007 in New York City im Jacob Javits Convention Center, 2008 in Los Angeles, oft aber wiederkehrend in Chicago. Die BEA war vor allem eine Ordermesse, zunehmend mit Fortbildungsprogramm und besonders wichtig für die Planung kommender Buchveröffentlichungen. 2020 entschieden sich die Veranstalter, die BEA nach 73 Jahren einzustellen.

#### Salon international du livre de Québec
Der Salon international du livre de Québec (SILQ) ist eine 1999 gegründete jährliche französischsprachige Buchmesse in der kanadischen Stadt Québec.

#### Feria Internacional del Libro (Mexiko, Guadalajara)
Die Messe findet jährlich in Guadalajara (Mexiko) statt und wird von der Universidad de Guadalajara organisiert; sie vergibt den Juan-Rulfo-Preis.
2009 hatte die Messe 2.000 Verlage aus 40 Ländern und 600.000 Besucher. Deutschland war 2011 Ehrengast der Feria Internacional del Libro (FIL).

#### Bienal do Livro de São Paulo (Brasilien)
Die Bienal do Livro de São Paulo wird seit 1970 Mitte März in Brasilien abgehalten, unter anderem, um Lesern europäische Bücher zugänglich zu machen. Brasilien ist mit 108 Lizenzen im Jahr 2004 Deutschlands zweitwichtigster Lizenzabnehmer auf dem amerikanischen Kontinent nach den USA mit 175 Lizenzen. Seit 2006 findet die Messe im Parque do Anhembi, Nähe Marginal Tietê na Casa Verde, statt. Sie wechselt sich mit der Bienal do Livro do Rio de Janeiro ab.

#### Feria del Libro Internacional (Buenos Aires, Argentinien)
Die Messe findet jährlich ab April statt.

#### Feria Internacional del Libro de La Habana (Kuba)
Die Internationale Buchmesse in der kubanischen Hauptstadt Havanna im Februar/März gehört zu den literarisch-kulturellen Höhepunkten des Landes. Sie findet seit 1982 statt, zunächst im Zweijahresrhythmus und seit 2000 jährlich.

#### Feria Internacional del Libro de Montevideo (Uruguay)
Die Messe findet jährlich in der ersten Novemberwoche in Montevideo statt, 2021 zum 43. Mal.

### Asien

#### New Delhi World Book Fair (Indien)
Alle zwei Jahre seit 1972, und seit 2012 jedes Jahr, findet die älteste Buchmesse Indiens, die New Delhi World Book Fair, statt. Sie ist eine Drehscheibe in den Wachstumsmarkt angrenzender Länder. 2006 waren es 1.294 Aussteller auf 38.000 Quadratmetern Ausstellungsfläche. 2008 kamen mehr als eine Million Besucher aus aller Welt, davon täglich über 1.000 an den deutschen Gemeinschaftsstand; die Messe hatte 46.000 Quadratmeter mit 2.172 Ständen für 1.343 Aussteller aus 17 Ländern.

#### Kolkata Book Fair (Kalkutta, Indien)
"Antarjatik Kolkata Boimela" auf Bengalisch. Sie ist die weltweit größte Publikumsmesse, keine Handelsmesse, und die drittgrößte Bücherschau der Welt. 2005: 75.000 m², 535 Aussteller, über 2 Millionen Besucher.

#### Beijing International Book Fair (Peking, Volksrepublik China)
Die Beijing International Book Fair (BIBF) ist die größte Buchmesse Chinas und eine der bedeutendsten Buchmessen in Asien.

#### Tehran International Book Fair (Iran)
Sie ist mit drei Millionen Besuchern, 2.800 Ausstellern, 200 deutschen Verlagen am deutschen Gemeinschaftsstand die größte Buchausstellung des Mittleren Ostens. Sie ist eine wichtige Kulturveranstaltung.

#### Palästina Internationale Buchmesse

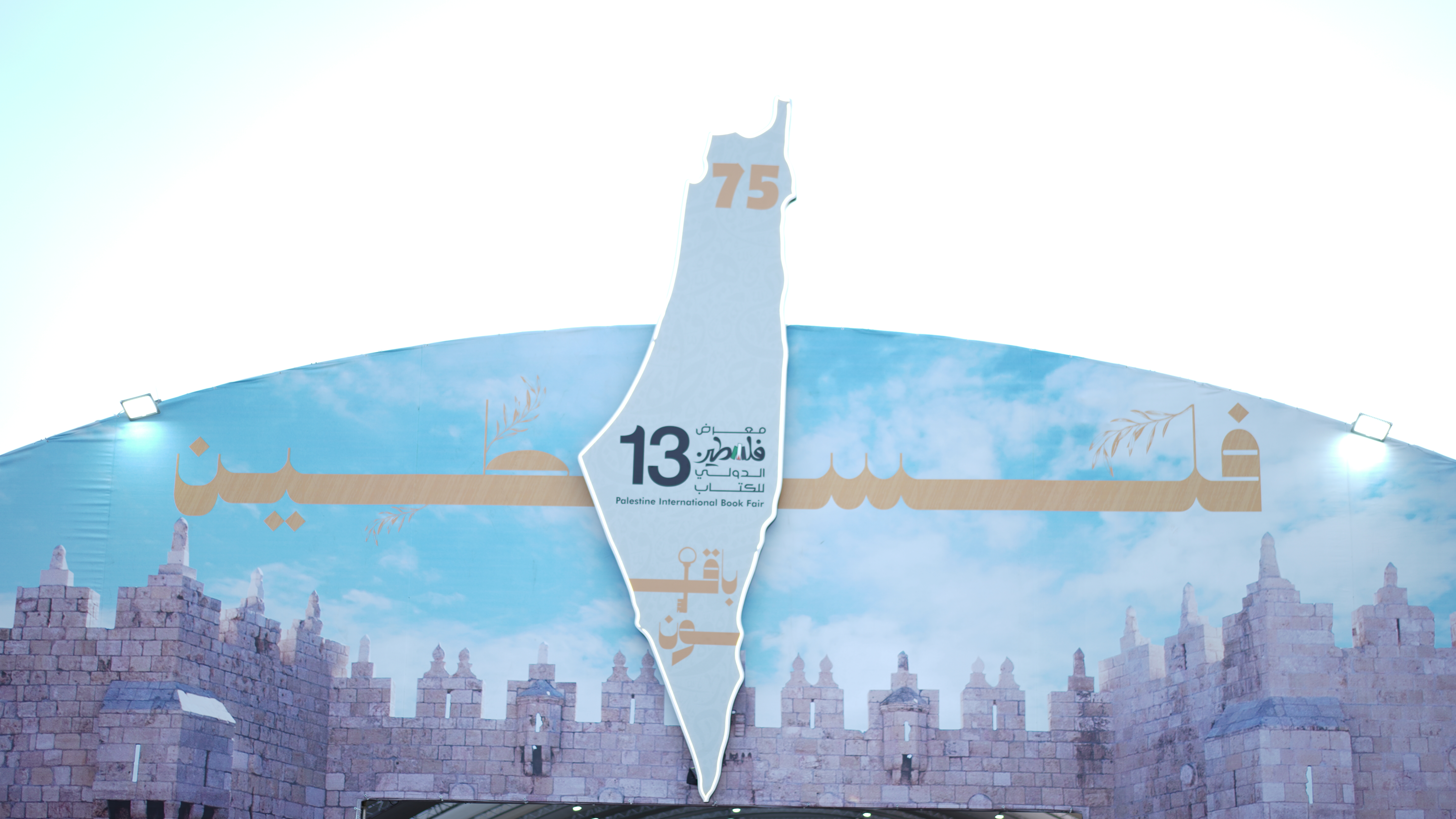
Eingang zur Palästina Internationale Buchmesse 2023

Am 7. September 2023 eröffnete Premierminister Mohammed Schtajjeh die 13. Palästina Internationale Buchmesse unter dem Titel „Von der Nakba zum Staat“ auf dem Gelände der Nationalbibliothek in der Stadt Surda im Gouvernement Ramallah im zentralen besetzten Westjordanland. Unter Beteiligung von 390 Verlagen und Agenturen aus Jordanien, Ägypten, Libanon, Marokko, Syrien, Irak, Kuwait, den Vereinigten Arabischen Emiraten, Tunesien und Saudi-Arabien, zusätzlich zu Beiträgen und Agenturen aus Ländern wie der Türkei, Italien, Großbritannien und Kanada – war es die größte internationale Buchmesse in der Geschichte Palästinas. Die Ausstellungen umfassten verschiedene kulturelle Räume aus den Bereichen Kino, Theater, Kinderkultur, Gefangenenbewegung, Literatur, Kulturerbe, palästinensische Presse, Jerusalem, palästinensische Frauen. Mit dem Begreich „Art Walk“ wurde ein Bereich geschaffen für bildende Kunst, mit Kunstausstellungen palästinensischer Künstler.

#### The Jerusalem International Bookfair (Israel)
Seit 1963 wird in Jerusalem im Zweijahresrhythmus die internationale Buchmesse abgehalten. Neben den zahlreichen israelischen Verlagen nehmen regelmäßig auch Aussteller aus ca. 30 Ländern, vor allem aus Europa, teil. Einige deutsche Verlage haben sogar ihre eigenen Stände.
Bis 2013 wurde die Messe im alten Jerusalemer Kongresszentrum abgehalten. Die 27. Internationale Büchermesse im Februar 2015 fand erstmals im renovierten osmanischen Bahnhof statt.

#### Buchmesse Riad (Saudi-Arabien)
Die größte Buchmesse Saudi-Arabiens wird seit 2007 vom Ministerium für Information und Kultur veranstaltet. 2008 war Deutschland erstmals mit einem Stand vertreten.

#### Thailand Bangkok International Book Fair
Seit 1972 existiert die bedeutendste Buchmesse in Südostasien, die seit 2002 verstärkt international ausgerichtet sein soll. 2009 hatte die Messe 427 Aussteller aus 19 überwiegend südostasiatischen Ländern und rund 1,5 Millionen Besucher. Die Umsätze beliefen sich auf 600 Millionen Baht (12,5 Millionen Euro) und stiegen im Vergleich zum Vorjahr um 25 Prozent.

#### Hong Kong Book Fair (香港書展)
Organisiert vom Hong Kong Trade Development Council im Hong Kong Convention and Exhibition Centre ist die Messe eine Verkaufsausstellung mit Rabatten für jedermann. Für Comics gibt es das Hong Kong Comics Festival.

#### Comic Market / Comiket
Der Comic Market (jap. コミックマーケット komikku māketto, abgekürzt bzw. umgangssprachlich auch コミケット komiketto oder international Comiket) ist die größte Manga-Messe und -Convention Japans. Sie findet jedes Jahr im August und im Dezember für jeweils drei Tage im Tokioter Stadtteil Odaiba auf dem Big-Sight-Messegelände statt. Die erste Ausgabe fand 1976 statt.

#### Tokio International Book Fair (Japan)
Sie existiert seit 1993. 2006 waren es 53.000 Besucher (2005: 48.000), 750 Aussteller (2005: 638), 200 aus dem Ausland, 7.000 Verleger und 300 Literaturagenten aus aller Welt.

#### Seoul International Book Fair (Südkorea)
Die Seoul International Book Fair findet im Mai oder Juni statt. Sie präsentiert einen Buchmarkt, der im Inlandsbereich jährlich um zehn Prozent wächst. Er umfasst 22.000 Verlage mit 50.000 Neuerscheinungen und einem Marktvolumen von 2,2 Milliarden Euro pro Jahr und steht damit weltweit an siebter Stelle. Etwa ein Drittel der Neuerscheinungen sind Übersetzungen (vor allem US-amerikanische, japanische, britische, französische und deutsche Werke). Korea ist neben China wichtigster Abnehmer deutscher Übersetzungslizenzen.

#### Buchmesse Abu Dhabi
Die Abu Dhabi International Book Fair findet jeweils März/April statt. 2010 kamen nach deren Angaben 840 Aussteller aus 63 Ländern. 2009: 200.000 Besucher und 637 Aussteller aus 52 Ländern, vorwiegend aus dem arabischen Raum. 1987 hatte die Authority for Culture and Heritage die Messe gegründet. Seit 2007 wird sie von KITAB (arabisch „Buch“) organisiert, einem Joint Venture der Authority for Culture and Heritage und der Frankfurter Buchmesse. Förderprogramme und Workshops, die auch außerhalb der Messetage im restlichen Jahr stattfinden, sollen die arabischen Buchmärkte professionalisieren. Auf der Abu Dhabi International Book Fair geht es entscheidend um Buchlizenzen.
Im arabischen Raum sind herkömmliche Buchmessen Buch-Verkaufsmessen. In den Ländern gibt es wenig ausgeprägte Distributionssysteme, Zensur, niedrige Auflagenzahlen sowie eine hohe Analphabetismus-Rate.

### Afrika

#### Buchmesse Kairo
Die Buchmesse Kairo war in der Vergangenheit nach eigenen Angaben die zweitgrößte der Welt. Ihre Größe (wie z. B. etwa 1,8 Millionen Besucher) und Bedeutung schwand durch den negativen Einfluss der autoritären Regierung in den Jahren vor dem Arabischen Frühling jedoch zugunsten der Buchmesse Abu Dhabi. 2011 fiel sie aufgrund der Revolution in Ägypten ganz aus. 2012 wurde sie zwar wiedereröffnet, war jedoch deutlich kleiner als in den Jahren zuvor: Insbesondere die Golfstaaten blieben der Messe fern, um „die Revolution nicht zu importieren“. Ein Jahr später fand die 44. Kairoer Buchmesse erstmals nach der Revolution wieder in vollem Umfang auf dem Messegelände in Nasr City statt.

## Konferenz der Internationalen Buchmessen
Seit 1994 treffen sich Direktoren der 25 wichtigsten Buchmessen regelmäßig zum Erfahrungsaustausch. Das Treffen fand bisher zweimal in Deutschland statt, zuletzt im Juli 2006.